# ギャールプとグレイプ
ギャールプ （ギャルプとも。「ほえる者」の意。Gjálp） とグレイプ（「つかまえる者」の意。Greip）は、北欧神話に登場する2人の巨人女性である。

## トールのゲイルロズ訪問

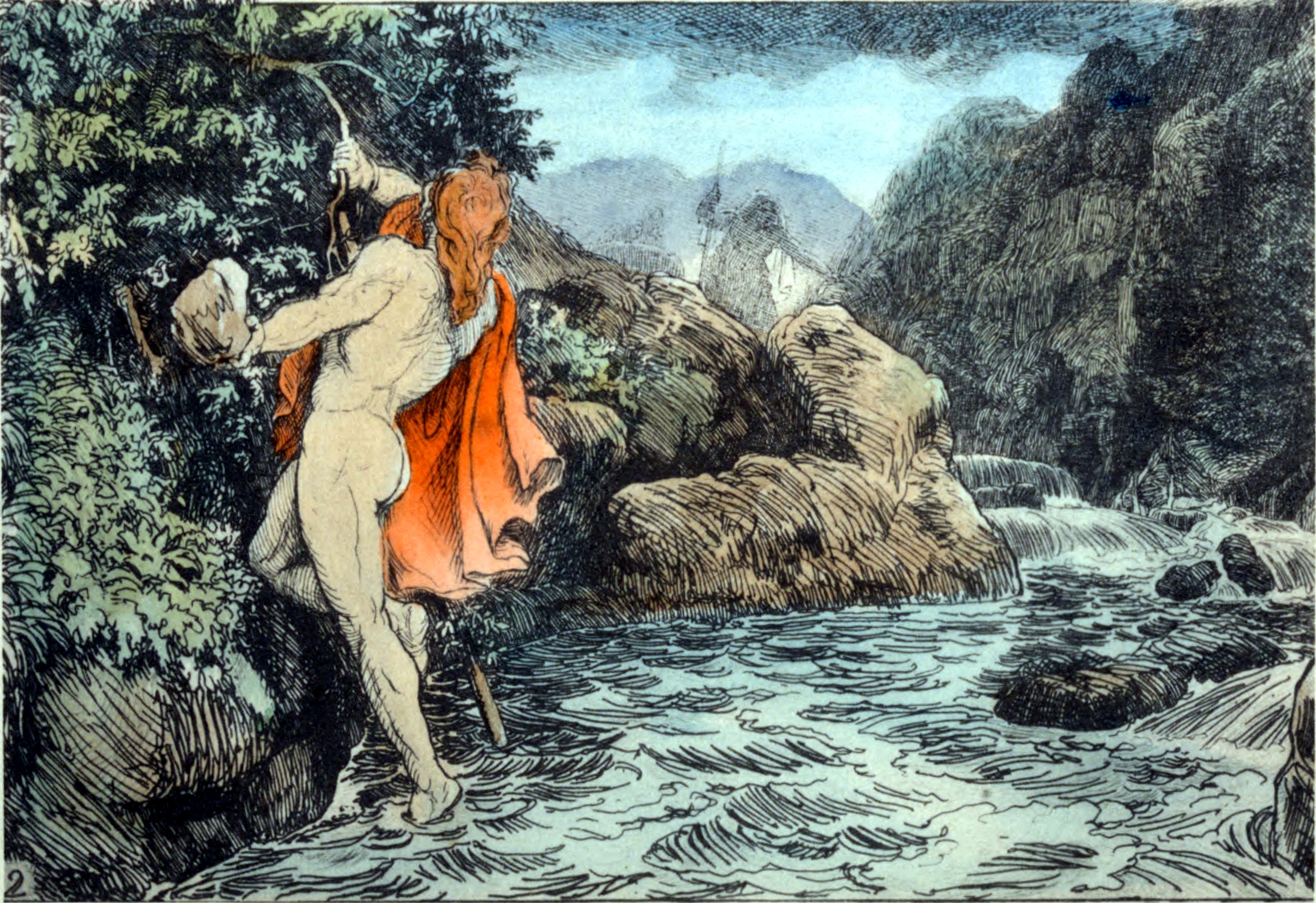
Lorenz Frølich による『トールのゲイルロズガルズへの旅』

『詩語法』によれば、ギャールプとグレイプは、巨人ゲイルロズの娘達であった。トールがヴィムル川を渡った時、「急に水かさがまして肩の上まできた」。彼はその理由に気付いた。
「続いてトールは、とある峡谷に脚のそれぞれを着けて川をまたぐように立っている、ゲイルロズの娘のギャールプを見つけた。彼女が洪水を引き起こしていた。そのためトールは川から大きな石を取り上げると彼女に投げつけて、このような言葉を放った:『その水源で川は止められるべきだ』、トールが投げたものは外れなかった。」 - Brodeurによる英訳に基づく訳
トールがゲイルロズの屋敷に着くと、彼は着席を勧められた。
「続いてトールは、自分の下の椅子が屋根に向かって持ち上がっていくのに気付いた。彼は垂木に対してグリーズの杖を押し上げ、椅子に対しては激しく押し返した。同時に激しい大音響が上がり、その後に叫び声が続いた。椅子の下に、ゲイルロズの娘、ギャールプとグレイプがいた; そしてトールは両方の彼女たち両方の背骨を折った。」 - Brodeurによる英訳に基づく訳
同じ神話が『トール頌歌』でも語られているが、女巨人たちはそこでは名前を挙げられない。
『デンマーク人の事績』は類似した言い伝えを語っている。
「:体が腫瘍で覆われ、その背骨は強度を失っているように見える、3人の女性が、その席を隣り合って埋めていた。トルキルの仲間達は強い好奇心を抱いた; そしてトルキルは、事態の理由をよく知っていたので仲間に話した－－ずいぶん昔に、神トールが巨人の無礼に対し、自分と戦ったゲルート (Geirrod) の急所に熱い鉄を貫通させた。そして鉄がさらに滑り出して山を引き裂きその周囲を乱打した; 女性達はトールの稲妻の力に襲われ、彼女たちの体を破壊されたことで、同じ神への彼女たちの襲撃に対する罰を受けた（そうトールが宣言した）。」 - Eltonによる英訳に基づく訳

## その他の文献
『ヒュンドラの歌』では、ギャールプとグレイプはヘイムダルの母 (en) のうちの2人として言及される。
『長き秋』では、スィアチは「グレイプの求婚者の息子」と呼ばれている。そこではグレイプは一般的な女巨人の名前として用いられているかも知れず、またケニングは、単に「巨人」を意味するものかも知れない。